# ソ・ウジン
ソ・ウジン（朝鮮語: 서우진、ハンチャ：徐 宇振、2015年7月23日 - ）は大韓民国の俳優、YouTuberである。

## 出演

### ドラマ
- ゴー・バック夫婦（2017年、KBS2）
- 契約主夫殿オ・ジャクトゥ（2018年、MBC）
- 江南スキャンダル（2018年、SBS）- ソクチョ役
- まぶしくて～私たちの輝く時間～（2019年、JTBC）- イ・デサン役
- 約束の地～SAVE ME～（2019年、OCN）- ソ・ジュン役
- 恋愛ワードを入力してください～Search WWW～（2019年、tvN）
- VIP -迷路の始まり-（2019年SBS）- イ・ソジュン役
- 欠点のある恋人たち（2019年、MBC）- 幼少時代のチュ・ソジュン役
- ハイバイ、ママ!（2020年、tvN）- チョ・ソウ役[1]
- ザ・キング：永遠の君主（2020年、SBS）
- 復讐の花束をあなたに（2020年、KBS2）- ハン・ドンホ役/イ・ミヌ役
- 恋愛は面倒くさいけど寂しいのはイヤ（2020年、MBC Every1）- キム・ミン役
- マウス～ある殺人者の系譜～（2021年、tvN）- 幼少時代のハン・ジェフン役[2]
- 遠くても青い春（2021年、KBS2）- 幼少時代のヨ・ジュン役
- 悪魔判事（2021年、tvN）- 幼少時代のカン・イソク役
- 君は私の春（2021年、tvN）- 幼少時代のカン・テジョン役
- 紳士とお嬢さん（2021年、KBS2）- イ・セジョン役/チン・セジョン役[3]
- 工作都市（2021年、JTBC）- チョン・ヒョヌ役[4]
- 結婚作詞 離婚作曲シーズン3（2022年、朝鮮TV）- 童子鬼神役[5]
- 模範家族（2022年、Netflix）- 幼少時代のパク・ヒョヌ役
- シュルプ（2022年、tvN）- ウォンソン役[6]
- スポンサー（2022年、IHQ、MBN）- ヒョン・ジニョン役[7]

## 賞とノミネート

### 受賞
- 2021年「2021KBS演技大賞 男子青少年演技賞」（『紳士とお嬢さん』）[8]

### ノミネート
- 2020年「2020KBS演技大賞 男子青少年演技賞」（『復讐の花束をあなたに』）